# Grenze zwischen Dschibuti und Eritrea
Die Grenze zwischen Dschibuti und Eritrea trennt als internationale Land- und Seegrenze diese beiden Staaten. Die Länge der Landgrenze wird mit rund 90 oder 108 km angegeben. Die Grenze verläuft vom Dreiländereck mit Äthiopien am Berg Mousa Alli zum Ras Doumeira an der Küste des Roten Meers.

## Geschichte
1881 wurde der Grenzpunkt zwischen der italienischen Kolonie Eritrea und der französischen Somaliküste am Ras Doumeira festgelegt. Nach einem Protokoll vom 24. Januar 1900 sollte die Grenze 60 km weit ins Landesinnere verlaufen. Ein Grenzabkommen zwischen Italien und Frankreich wurde am 10. Juli 1901 in Rom geschlossen. Der Westteil der Grenze wurde 1954/55 näher festgelegt. Um den genauen Grenzverlauf am Ras Doumeira kam es mehrfach zu Auseinandersetzungen, aus denen 2008 ein kurzer kriegerischer Grenzkonflikt entstand, nachdem sich Dschibuti auf die Zuordnung des Vorgebirges an das französische Gebiet im Jahr 1897, Eritrea aber auf das niemals ratifizierte französisch-italienische Abkommen vom 7. Januar 1935 berief. Der Konflikt endete mit dem Rückzug Eritreas von der Grenze und der Einrichtung einer Pufferzone.

## Grenzverlauf

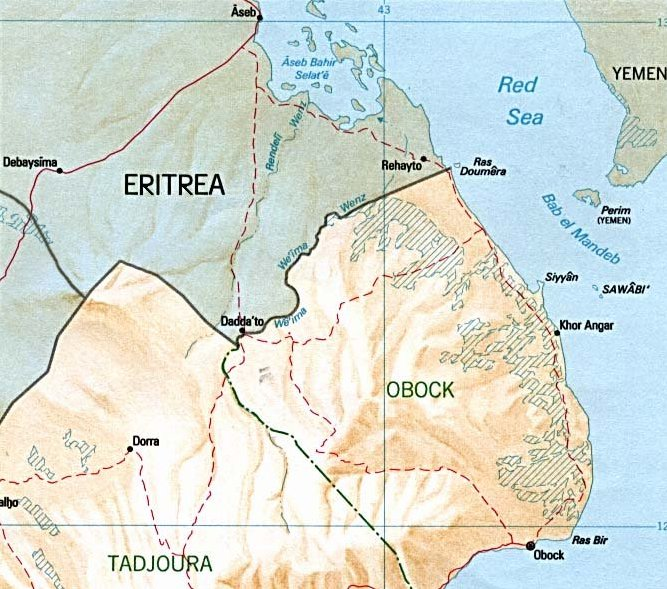
Karte der Grenze

Die Landgrenze beginnt im Westen am Dreiländereck mit Äthiopien am Berg Mousa Alli (12°27'0"N, 42°24'0"O) und verläuft zunächst nach Nordosten, biegt dann nach Südosten um (Grenzsteine 90 bis 100) und trifft auf den We’ima, dem sie über Gouagouya und Dadda‘to nach Nordosten folgt. Von Bissidiro verläuft sie geradlinig weiter nach Nordosten zum Ras Doumeira (12°42′40″N 43°8′0″O), wo sie an der Küste des Roten Meers endet.